# Irlandais de la Barbade
Les Irlandais de la Barbade désignent une importante migration du XVIIe siècle vers les Antilles britanniques, qui achemina vers la Barbade des planteurs de tabac, dont une bonne partie ont ensuite quitté cette petite île surpeuplée pour d'autres territoires de la Caraïbe.

## Histoire

### Le peuplement des années 1630
Dans La Barbade: Les mutations récentes d'une île sucrière, Maurice Bura estime à 30 000 la population blanche de la Barbade en 1650, dont l'essentiel sont des irlandais esclavagisés chassés par la misère et arrivés dans les années 1630, bien avant la conquête cromwellienne de l'Irlande.
Dès 1636, la petite île comptait ainsi plus de 6 000 habitants, essentiellement blancs, un peuplement provenant en grande partie d'Irlande, où de nombreux paysans avaient privés de terre par l'instauration par l'Angleterre des grandes plantations en Irlande, reposant sur des expropriations d'irlandais. Au début des années 1630, les plantations dans le Connacht permirent en particulier à Thomas Wentworth, Lord Deputy d'Irlande depuis 1632 et proche du roi Charles Ier, de s'enrichir en confisquant aux catholiques un tiers des terres de la province du Connacht, à l'ouest de l'Irlande. Les affairistes de l'entourage du roi d'Angleterre, qui ont déjà obtenu en 1629 à la Barbade l'expropriation du capitaine John Powell et William Courteen, premiers découvreurs de l'île en 1624, font d'une pierre deux coups : ils s'enrichissent en exploitant une main-d'œuvre quasi-gratuite importée d'Irlande, dans la nouvelle et florissante culture du tabac, découverte auprès des amérindiens. Ainsi, le gouverneur de Montserrat depuis 1632, Anthony Brisket, traverse l'Atlantique en 1636 pour y rechercher de la main d'œuvre irlandaise. Grâce à ses relations à la cour d'Angleterre, en la personne de John Withe, du comté de Cork, sa famille avait obtenu des terres lors des Plantations en Irlande.
Dans une pétition au roi de 1636, Anthony Brisket demande à son représentant en Irlande Thomas Wentworth de bénéficier de "contrats sur le tabac au même taux" que ceux du Capitaine Thomas Warner, l'un des fondateurs de l'île de Montserrat. En attisant les rancœurs des catholiques et les craintes des protestants installés en Ulster, ces plantations dans le Connacht contribuent à déclencher en 1639 les guerres des évêques e à l'exécution de Wentworth en 1641 par le parlement britannique.
Les expropriations et conflits découlant des plantations en Irlande ont obligé un grand nombre de paysans irlandais à devenir des 
esclaves pour six ans, et à s'embarquer sur des navires à destination du Nouveau Monde. Ils y importènt un vocabulaire irlando-anglais venu du sud de l'Irlande. Le relief très plat de la Barbade et sa très faible population amérindienne en font un territoire idéal pour cultiver le tabac. Mais la surproduction de tabac devient telle que le 26 mai 1639, les gouverneurs de Saint-Christophe-et-Niévès, Philippe de Longvilliers de Poincy et le capitaine Thomas Warner, signent un décret ordonnant la destruction de tous les plants de tabac, et interdisant d'en planter de nouveaux pendant 18 mois, car le marché européen du tabac est submergé et les prix ne sont plus assez rémunérateurs. Plusieurs planteurs fuient la Barbade cette année-là, sous la direction de Robert Flood, pour rejoindre l'île de la Tortue. Ils y restent, faisant venir des amis, quand François Levasseur devient gouverneur en 1640.
À la Barbade, le tabac est vite remplacé par le sucre, culture, à la fois plus dure et plus rentable, ce qui entraîne l'importation d'une main-d'œuvre noire. Pour la faciliter, dès 1636, le Gouverneur Henry Hawley et le Conseil de sept membres choisis par lui votent le Décret de 1636 sur l'esclavage à vie à La Barbade, à l'instigation du propriétaire de l'île, le comte de Carlisle, proche du roi Charles Ier, afin de favoriser l'importation d'esclaves noirs. En 1639, sur fond de crise du tabac, eut lieu la seconde révolte des esclaves blancs de la Barbade
, les Irois, après celle de 1634. Les esclaves noirs sont déjà 5 680 en 1645, cohabitant avec 36 600 blancs, dont 11 200 sont des petits propriétaires terriens. La moitié de cette population blanche étant irlandaise et catholique, l'assemblée de la colonie décide le 29 août 1644 d'interdire tout débarquement de domestiques irlandais, mesure qui ne fut cependant pas appliquée.

### Le récit d'Exquemelin
Une autre thèse veut que les irlandais de la Barbade aient été des prisonniers de guerre, déportés après la conquête cromwellienne de l'Irlande, qui démarre par le Siège de Drogheda du 11 septembre 1649 et s'achève par le Siège de Galway, victorieux en mai 1652. Oliver Cromwell aurait en particulier commandé par écrit à la Barbade la déportation des 200 prisonniers fait lors du Siège de Drogheda, ville du nord de l'Irlande. Cependant, le dialecte anglo-irlandais parlé à la Barbade ressemble plus à ceux du sud de l'Irlande, plaidant plutôt pour une origine majoritairement lié aux Plantations en Irlande, en particulier celle du Munster, qui avaient atteint leur plein régime dans les années 1620 et les années 1630. 
Un livre publié en 2001 affirme que pas moins de 50 000 Irlandais aurait été déportés en Amérique entre 1652 et 1660 et vendus comme esclaves. Capturés en Irlande, ils coûtaient selon l'auteur moins cher que les esclaves africains, d'où des traitements encore plus durs. Ce livre écrit par un auteur qui admet lui-même ne pas être historien a été critiqué pour son manque de rigueur
Dans ses récits d'aventure, le pirate français Alexandre Olivier Exquemelin écrit en 1686, 37 ans après les faits, que "Cromwell a vendu plus de dix mille Écossais et Irlandais pour envoyer à la Barbade (...) il s'en sauva un jour plein un navire, que le courant apporta à Saint-Domingue et les vivres leur manquant, ne sachant pas où ils étaient, ils périrent tous par la faim, leurs os se voient encore proche du cap Tiburon en un lieu que l'on nomme l'Anse aux hibernois", toponyme en réalité celui de la "pointe de l'Irois", qui apparaît au même lieu sur une carte de Saint-Domingue de 1741  Alexandre Olivier Exquemelin, qui écrit également que "l'État anglais payait leur voyage, mais les vendait pour six à neuf ans comme engagés", n'a pas la vocation ni les moyens d'évaluer la politique migratoire de Cromwell, mais l'anecdote qu'il raconte témoigne probablement des migrations nombreuses et variées effectuées par les "irois", les irlandais de la Caraïbe, à l'époque où lui-même parcourt la région, après son arrivée le 7 juillet 1666 à l'île de la Tortue, que des irlandais de la Barbade avaient rejointe dès 1639.
Le récit de l'importante Expédition de la Barbade, menée entre septembre 1651 et mars 1652, indique lui que Londres était à cette époque plus soucieuse de contenir et prévenir toute contestation royaliste à la Barbade et les autres colonies ouvertement acquises à Charles II d'Angleterre que d'y envoyer des prisonniers de guerre catholiques. Au début des années 1650, la Barbade est déjà convertie massivement à la culture du sucre et compte plusieurs milliers d'esclaves noirs. La population blanche commence à la quitter, sur fond de spéculation immobilière.

### L'appel de la Jamaïque
En décembre 1651, l'expédition de la Barbade menée par Sir George Ayscue, encercle la colonie pendant un mois, opérant un "blocus de la Barbade" puis débarque un millier d'hommes sous les ordres d'un ex-planteur de l'île émigré à New York, le colonel Lewis Morris. Une "Charte de la Barbade" assurant qu'une assemblée sera élue par tous les colons, est alors rédigée dans l'espoir de freiner l'émigration des planteurs de tabac pauvres vers la piraterie. Selon l'historien John A. Holm, spécialiste de l'étude des dialectes créoles, l'importance de la population blanche anglophone qui a dû quitter la Barbade en raison de la spéculation immobilière a fait de l'irlandais la base de la plupart des créoles anglais parlés par les indiens, les blancs et les noirs partout dans la Caraïbe et les Carolines.
Lorsque la flotte anglaise repasse à la Barbade en 1655, juste avant la conquête de la Jamaïque, le colonel Lewis Morris organise la levée d'un régiment de 4 000 volontaires, principalement des engagés d'origine irlandaise, de peur que sa plantation ne soit saisie pendant son absence.
En 1657, l'amiral Robert Blake disperse la flotte espagnole venue tenter de reconquérir la Jamaïque. Le gouverneur de la Jamaïque invite alors les boucaniers, parmi lesquels beaucoup d'Irlandais de la Barbade, à s'établir à Port Royal, pour la défendre contre les espagnols venus de Cuba, qui ainsi échoueront dans leurs tentatives de reconquête de la Jamaïque, lors des batailles d'Ocho Rio et Rio Nuevo, en 1657 et 1658.
Une autre révolte éclatera à la Barbade en 1686 et s'illustrera par la connivence des esclaves africains et des esclaves irlandais contre les maîtres des plantations, selon des sources romancées.